# جومو كينياتا
جومو كينياتا (بالإنجليزية: Jomo Kenyatta)‏ (20 أكتوبر 1893 – 22 أغسطس 1978) هو سياسي كيني وناشط مناهض للاستعمار تولى منصب رئيس وزراء كينيا من عام 1963 حتى عام 1964. وبعدها أصبح أول رئيس في تاريخ البلاد من عام 1964 حتى وفاته عام 1978. وهو أول رئيس حكومة من سكان البلاد الأصليين. لعب كينياتا دورًا هامًا في انتقال كينيا من مستعمرة تابعة للإمبراطورية البريطانية إلى جمهورية مستقلة. كان من الناحية الأيديولوجية محافظًا وقوميًا أفريقيًا. وقاد حزب اتحاد كينيا الأفريقي الوطني من عام 1961 إلى حين وفاته.
ولد كينياتا لمزارعين من الكيكويو في بلدة كيامبو خلال الحكم البريطاني للمنطقة. تلقى تعليمه في إحدى المدارس التبشيرية ليزاول مهن مختلفة قبل انخراطه في السياسة من خلال منظمة رابطة كيكويو المركزية. سافر إلى لندن عام 1929 ليمارس الضغوط لصالح شؤون أراضي الكيكويو. ودرس بعدها خلال ثلاثينيات القرن العشرين في كل من الجامعة الشيوعية لكادحي الشرق بموسكو وكلية لندن الجامعية وكلية لندن للاقتصاد. وقام بنشر دراسة أنثروبولوجية عن حياة شعب الكيكويو في عام 1938، قبل اشتغاله عاملاً زراعياً في ساسكس خلال الحرب العالمية الثانية. تبنى كينياتا أفكار مناهضة للاستعمار ومبادئ الوحدة الأفريقية على خلفية تأثره بصديقه جورج بادمور حيث شارك في تنظيم مؤتمر الوحدة الأفريقية الذي عقد بمانشستر عام 1945. وعاد إلى كينيا في عام 1946 ليعمل مدير مدرسة. اُنتخب رئيساً للاتحاد الأفريقي الكيني عام 1947، ليمارس من خلاله الضغوط سعياً من أجل تحقيق استقلال كينيا عن الحكم الاستعماري البريطاني. وهكذا فقد حصل على دعم شعبي واسع من السكان الأصليين، ولكنه لاقى العداوة من المستوطنين البيض. وكان كينياتا في عام 1952 من بين الكابنغوريا الستة الذين اعتقلوا بتهمة التدبير لانتفاضة ماو ماو المناهضة للاستعمار البريطاني. وأدين رغم اعتراضه وإدعائه البراءة (وهي وجهة نظر يتفق عليها المؤرخون اللاحقون) حيث سُجن في لوكيتاونغ شمال البلاد حتى عام 1959، ليتم بعدها نفيه إلى لودوار حتى عام 1961.
وأصبح كينياتا بعد إطلاق سراحه رئيس حزب اتحاد كينيا الأفريقي الوطني ليقود الحزب للفوز في الانتخابات العامة سنة 1963. وأشرف خلال ولايته كرئيس للوزراء على انتقال كينيا من مستعمرة بريطانية إلى جمهورية مستقلة تولى فيها منصب الرئيس عام 1964. أراد كينياتا بعد توليه منصب الرئاسة جعل كينيا دولة ذات نظام الحزب الواحد فقام بتجريد الأقاليم من الصلاحيات التي كانت تتمتع بها ناقلاً هذه الصلاحيات إلى حكومته المركزية، وقمع المعارضة السياسية، وحظر حزب اتحاد كينيا الشعبي من المنافسة في الانتخابات، حيث كان هذا الحزب ذو التوجه اليساري المنافس الوحيد لحزب اتحاد كينيا الأفريقي الوطني الحاكم. وعمل كينياتا في الآن ذاته على تعزيز التوافق والمصالحة ما بين الجماعات الإثنية المختلفة من السكان الأصليين والأقلية الأوروبية، بيد أن علاقته مع الهنود الكينيين كانت محفوفة بالتوتر، كما دخل الجيش الكيني في اشتباكات مع الانفصاليين الصوماليين في المحافظة الشمالية الشرقية خلال حرب شيفتا. انتهجت حكومته سياسات اقتصادية رأسمالية، وما دعي بـ«أفرقة» الاقتصاد فمنع غير المواطنين من التحكم بالصناعات الأساسية. شهد كل من قطاعي التعليم والرعاية الصحية في عهده توسعاً ملحوظاً. أمَّا بالنسبة لعملية إعادة توزيع الأراضي التي مولتها المملكة المتحدة فقد استشرت فيها المحاباة تجاه الموالين لحزب اتحاد كينيا الأفريقي الوطني الحاكم وهو ما أدى إلى تفاقم التوترات الإثنية. انضمت كينيا خلال عهد كينياتا إلى منظمة الوحدة الأفريقية ورابطة دول الكومنولث فاتبعت خلال الحرب الباردة سياسة خارجية مؤيدة للغرب ومناهضة للشيوعية. توفي كينياتا عام 1978 ليخلفه دانيال آراب موي على سدة الحكم.
يعدّ جومو كينياتا شخصية مثيرة للجدل. لقد اعتبره الكثير من المستوطنين البيض في كينيا قبل نيل البلاد لاستقلالها ناقماً ومثيراً للفتن، وبالمقابل فقد لاقت مناهضته للمستعمر الاحترام الكبير في جميع أنحاء أفريقيا. وحصل خلال رئاسته على لقب «مزي»، واُثني عليه فأُطلق عليه لقب «والد الأمة» حيث حصل على تأييد كل من غالبية الشعب السوداء والأقلية البيضاء من خلال رسالته الداعية للتوافق والمصالحة. ومن جهة أخرى فقد تعرض حكمه للانتقادات حيث وُصِفَ بالديكتاتوري والسلطوي والاستعماري الحديث، لما قام به من تسهيل استفحال ونمو الفساد في البلاد وتمييز الكيكويو على حساب المجموعات الإثنية الأخرى.

## النشأة

### الطفولة (1890 – 1914)

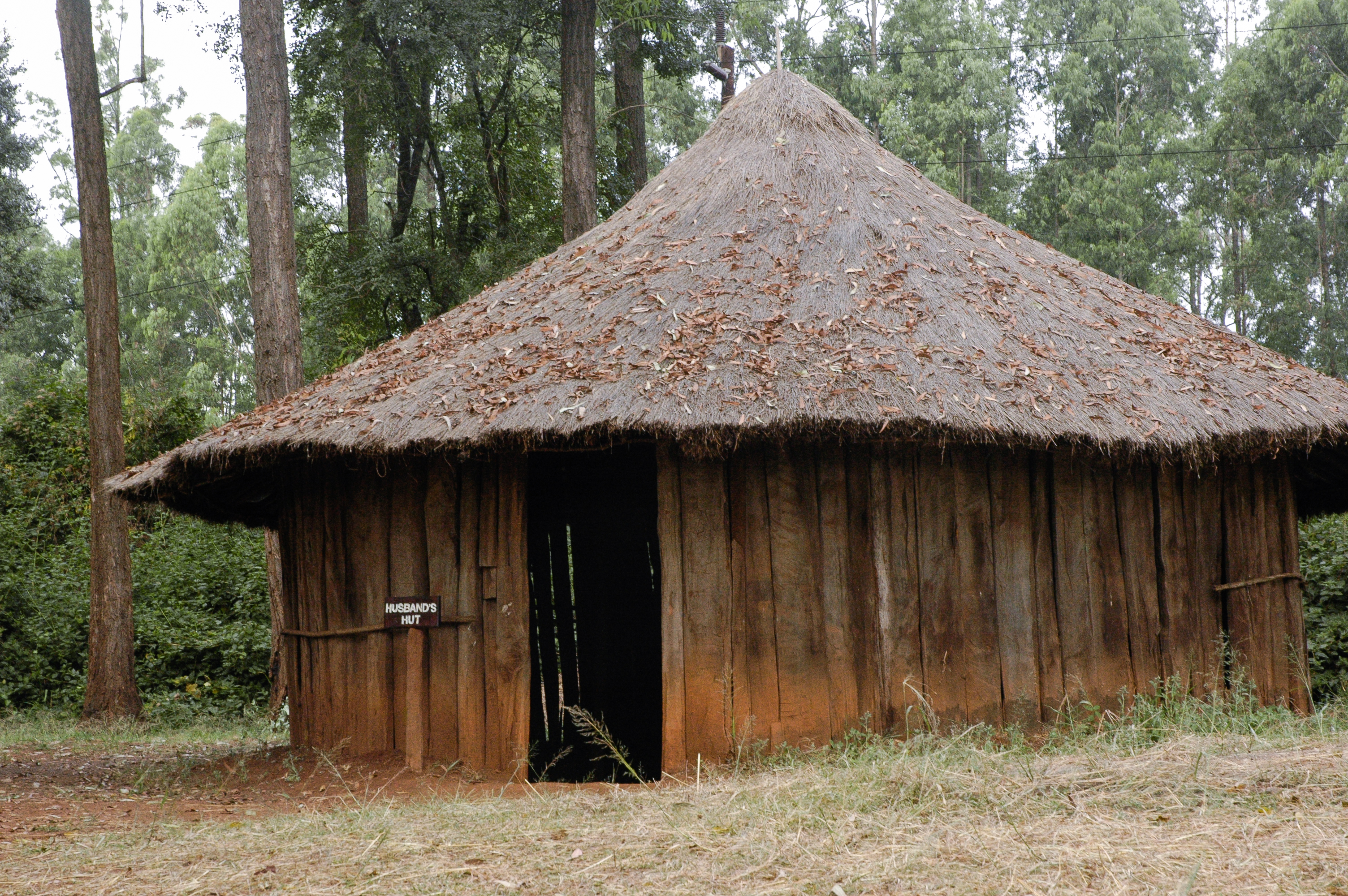
كوخ كيكويو تقليدي مشابه لذلك الذي قد يكون قد عاش فيه كينياتا في نغيندا.

ولد كينياتا في قرية نغيندا، وهو أحد أفراد شعب الكيكويو، لم تحفظ سجلات ميلاده ولا يعرف تاريخ مولده بدقة. يعتقد جول آرتشر كاتب سيرته الذاتية أنه ولد في عام 1890، على الرغم من أن البحث الشامل الذي أجراه جيرمي موراي براون يرجح أنه ولد في عام 1897 أو عام 1898. والد كينياتا يدعى مويغاي ووالدته وامبوي. عاشت العائلة في منزل قريب من نهر تيريريكا، وعملت في الزراعة وتربية الأغنام والماعز، وكان مويغاي ثريًا بما يكفي للاحتفاظ بعدة زوجات، تعيش كل واحدة منهن في كوخ مستقل. نشأ كينياتا وفقًا لعادات وتقاليد وعقائد شعب الكيكويو، وتعلم منذ صغره رعاية قطعان العائلة. توفي والده وهو بعمر العاشرة، وتزوجت أمه من شقيق زوجها الراحل تماشيًا مع تقاليد الكيكويو.
غادر كينياتا منزل العائلة في نوفمبر 1909، والتحق كتلميذ ببعثة الكنيسة الاسكتلندية في ثوجوتو. كان المبشرون المسيحيون يعتقدون في تلك الفترة أن نشر المسيحية بين الشعوب الأصلية في شرق إفريقيا جزءٌ من الدور الحضاري لبريطانيا. عاش كينياتا في المدرسة الداخلية التابعة للبعثة التبشيرية، وتعلم هناك الكتاب المقدس والقراءة والكتابة باللغة الإنجليزية، وعمل في غسل الأطباق والعناية بالحدائق، وسرعان ما انضم إليه شقيقه كونغو. مع مرور الوقت زاد استياء التلاميذ من الطريقة التي يعاملهم بها المبشرون البريطانيون. لم يحرز كينياتا تقدمًا ملحوظًا في المجال العلمي، ما دفعه لتعلم النجارة، وأصبح في يوليو 1912 مساعدًا لنجار البعثة. وفي نفس العام أعلن اعتناقه المسيحية، وفي عام 1913 خضع للختان، رغم أن المبشرين كانوا يرفضون عمومًا هذه العادة، لكنها كانت جانبًا مهمًا من تقاليد الكيكويو، وعندما طُلب من كينياتا أن يختار اسمًا مسيحيًا لمعموديته، اختار في البداية يوحنا أو بيتر، لكن المبشرين اختاروا له اسم جونستون، وعُمد باسم جونستون كامو في أغسطس 1914.

### نيروبي (1914 – 1922)
انتقل كينياتا إلى ثيكا، وعمل هناك في شركة هندسية يديرها البريطاني جون كوك، وكانت المهمة الموكلة إليه استلام أجور الشركة من أحد البنوك في نيروبي الذي يبعد 25 ميلًا. ترك كينياتا الوظيفة بعد إصابته بمرض خطير تعافى منه تدريجيًا في منزل أحد أصدقائه. دخلت الإمبراطورية البريطانية في تلك الفترة الحرب العالمية الأولى، وجند الجيش البريطاني الكثير من رجال الكيكويو. لم ينضم كينياتا إلى القوات المسلحة البريطانية وانتقل للعيش بين الماساي الذين رفضوا القتال في صفوف البريطانيين. عاش كينياتا مع عائلة إحدى عماته التي كانت متزوجةً من زعيم الماساي، وتبنى عادات شعب الماساي ولباسهم.
انتقل كينياتا إلى ناروك في عام 1917، وعمل في تجارة الماشية ونقلها إلى نيروبي، ثم عمل في متجر لبيع المعدات الزراعية والهندسية قبل الانتقال إلى نيروبي، ودرس في مدرسة تابعة لبعثة تبشيرية هناك. دخل كينياتا في علاقة مع غريس واهو في عام 1919 بعد أن تعرف عليها في إحدى المدارس، أنجبت غريس ولدًا من كينياتا دعي ببيتر مويغي، وفي أكتوبر 1920 استدعت الكنيسة كينياتا بسبب شربه وعلاقاته خارج إطار الزواج. أصرت الكنيسة على أن حفل زفاف وفق تقاليد الكيكويو لن يكون مناسبًا، وأنه يجب أن يكون زواجًا مسيحيًا، وهو ما حدث بالفعل في 8 نوفمبر 1922. رفض كينياتا في البداية التوقف عن الشرب، ولكنه أقلع عن الكحول نهائيًا في يوليو 1923 وسمح له بالعودة إلى كنف الكنيسة.
عاش كينياتا في حي كيليماني بنيروبي، وعمل في شركة كوك اعتبارًا من أبريل 1922 مع أجرٍ يصل إلى 250 شلن شهريًا، وهو أجر مرتفع بالنسبة لأفريقي، ما جلب له الاستقلال المالي والشعور المتزايد بالثقة بالنفس، وتمكن من الاستمتاع بحياة الرفاهية التي توفرها نيروبي من دور السينما ومباريات كرة القدم والأزياء البريطانية المستوردة.

### رابطة الكيكويو المركزية (1922 – 1929)
ازدادت المشاعر المناهضة للاستعمارية بين صفوف السكان الأصليين في كينيا بعد حرب الاستقلال الأيرلندية وثورة أكتوبر الروسية. استاء العديد من السكان الأصليين من اضطرارهم لحمل شهادات الهوية التعريفية بشكل دائم، ومنعهم من زراعة القهوة، ودفع الضرائب دون الحصول على أي تمثيل السياسي. اندلعت الاحتجاجات في كيكويولاند التي تسكنها أغلبية من الكيكويو بعد نهاية الحرب العالمية الأولى، وردت الحكومة بقتل 21 متظاهر في مارس 1922. لم يشارك كينياتا في هذه المظاهرات، حرصًا على استمرار عمله المربح. لكن اهتمامه بالسياسة ازداد بعد صداقته مع جيمس بيوتاتا الذي كان شخصية بارزة في رابطة كيكويو المركزية. حضر كينياتا بعض اجتماعات الرابطة لكنه لم يمارس أي نشاطات سياسية هام في ذلك الوقت. سافر بيوتاتا إلى أوغندا في عام 1925 أو في أوائل عام 1926، وظل على اتصال مع كينياتا، وعندما طلبت الرابطة منه أن يكون ممثلًا لها في لندن رفض وأوصى أن يذهب كينياتا الذي يجيد اللغة الإنجليزية بدلًا منه. وافق كينياتا بشرط الحصول على نفس أجره السابق، وهكذا أصبح سفيرًا للرابطة.
اشترت الرابطة دراجة نارية لكينياتا، حتى يتمكن من التنقل بسهولة في نيروبي بهدف العمل على إنشاء فروع جديدة للرابطة، وشارك في فبراير 1928 في وفد الرابطة الذي زار مقر الحكومة في نيروبي لمقابلة لجنة هيلتون يونغ التي كانت تفكر في اتحاد يضم كينيا وأوغندا وتنجانيقا، وفي يونيو من نفس العام كان جزءًا من فريق الرابطة الذي مثل أمام لجنة مختارة من المجلس التشريعي الكيني للتعبير عن مخاوف بشأن سيطرة البريطانيين على الأراضي.
أنشأت رابطة الكيكويو المركزية مجلة خاصة بها ناطقة بلغة الكيكويو في مايو 1928، أطلق عليها اسم «المصالحة» لنشر الأخبار والمقالات والعظات للمساعدة في توحيد الكيكويو وجمع التبرعات لصالح الرابطة، وعمل كينياتا كمحرر في المجلة، وقد أشار موراي براون إلى أن كينياتا لم يكن العقل المدبر للمجلة واقتصر دوره فيها على الترجمة من الإنجليزية إلى اللغة الكيكويوية. كان كينياتا حذرًا في كتاباته خصوصًا بعد تعرض صديقه ثوكو للنفي، فأعرب عن دعمه للكنائس ومفوضي المقاطعات وأشاد بالإمبراطورية البريطانية، لكن ذلك كله لم يشفع له، وطلب الحاكم البريطاني لكينيا الإذن من السلطات في لندن لإغلاق المجلة.

## سفره للخارج

### لندن (1929 – 1931)
أبحر كينياتا في فبراير 1929 من مومباسا إلى بريطانيا بعد أن أمَّنت الرابطة الأموال الكافية لرحلته. لم تستطع إدارة غريغ منع رحلة كينياتا، لكنها طلبت من مكتب لندن الاستعماري عدم مقابلته. أقام كينياتا في البداية في مقر اتحاد طلاب غرب إفريقيا في غرب لندن، والتقى هناك بلاديبو سولانكي، ثم التقى دبليو ماكجريجور روس في الجمعية الإمبراطورية الملكية، وأطلعه روس على كيفية التعامل مع المكتب الاستعماري، وأصبح كينياتا صديقًا لعائلة روس، ورافقهم في المناسبات الاجتماعية في هامبستيد. اتصل كينياتا بمناهضي الإمبريالية الناشطين في بريطانيا، بما في ذلك العصبة المناهضة للإمبريالية ممثلة بفنر بروكواي وكينغسلي مارتن. كان غريغ في لندن في نفس الوقت، وعلى الرغم من معارضته لزيارة كينياتا، فقد وافق على مقابلته في مقر رودس ترست في أبريل، وفي الاجتماع أثار كينياتا قضية الاستيلاء على الأراضي ونفي ثوكو، ورغم أن الجو كان وديًا بين الاثنين لكن غريغ أقنع الشرطة السرية بمراقبة كينياتا بعد الاجتماع.
طور كينياتا اتصالات مع سياسيين يساريين من حزب العمال البريطاني بما في ذلك عدة شيوعيين، وسافر في صيف عام 1929 من لندن إلى برلين ثم إلى موسكو، قبل أن يعود إلى لندن في أكتوبر. تأثر كينياتا بشدة بالاتحاد السوفيتي، وكتب بعد عودته إلى إنجلترا ثلاث مقالات حول وضع كينيا لصحف الحزب الشيوعي لبريطانيا العظمى، وأصبح انتقاده للإمبريالية البريطانية أقوى بكثير مما كان عليه سابقًا. التقى كينياتا دروموند شيلز وكيل وزارة الخارجية لشؤون المستعمرات في يناير في مجلس العموم، وأوضح كينياتا لشيلز أنه ليس شيوعيًا ولم يكن على علم بطبيعة الصحيفة التي نشرت مقالاته. نصحه شيلز بالعودة إلى الوطن لتعزيز مشاركة الكيكويو في العملية الدستورية وإيقاف العنف والتطرف. نفد المال من كينياتا بعد ثمانية عشر شهرًا قضاها في أوروبا، فقدمت له الجمعية المناهضة للعبودية الأموال لتسديد ديونه والعودة إلى كينيا. أبحر كينياتا عائدًا إلى مومباسا في سبتمبر 1930. وأصبحت مكانته كبيرة بين الكيكويو بسبب الفترة التي قضاها في أوروبا.

## عهده
أصبح كينياتا رئيس حكومة كينيا المستقلة في 12 ديسمبر 1963. وبعد عام أي في 12 ديسمبر 1964 أصبح رئيسا لكينيا حتي عام 1978 تاريخ وفاته .
أنشأ العملة الوطنية الهارومبي التي كانت من قبل كيسواحيلي. والعملة أصبحت رمزا للمقاومة الشجاعة ضد الاحتلال والكفاح من أجل توحيد كافة الطوائف الدينية والعرقية في كينيا.
بعد الاستقلال تغير الوضع قليلا فقد احتلت صورة جومو كينياتا - الرئيس الجديد - مكان صورة الملكة اليزابيث التي كانت معلقة في كل مكان وخاصة المحال التجارية. بنيت بعض المدارس، وأعيد تسمية بعض الشوارع لكن الأثرياء من أهل البلد كانوا ديكتاتورات لم يمولوا إلا بعض المدارس القليلة التي قدر لها النجاح. وحصلت الدولة على أموال طائلة كمساعدات أجنبية انتهت أغلبها في جيوب الساسة.. وبعضهم ممن تعرضوا للاغتيال في مراحل لاحقة.
وكان انطباعه عندما زارها مرة في الستينات هي أنها أخذت طابعا إنجليزيا - ولو بدا فقيرا - في المباني وغيره

## روابط خارجية
- جومو كينياتا على موقع الموسوعة البريطانية (الإنجليزية)
- جومو كينياتا على موقع مونزينجر (الألمانية)
- جومو كينياتا على موقع إن إن دي بي (الإنجليزية)